# Bernhard Gedat
Bernhard Wilhelm Gedat (* 28. März 1888 in Charlottenburg; † 18. Oktober 1914) war ein deutscher Schwimmer, der im frühen 20. Jahrhundert aktiv war. Er startete für Charlottenburg 87.
Bei den  Deutschen Schwimmmeisterschaften 1906 gewann er den Titel über 100 m Freistil. Laut Sterbeeintrag des Standesamtes Charlottenburg starb Gedat als Soldat im Ersten Weltkrieg „bei Helonow“.